# Elisabeth Theurer
Elisabeth Theurer, född den 20 september 1956 i Linz i Österrike, är en österrikisk ryttare.
Hon tog OS-guld i den individuella dressyren i samband med de olympiska ridsporttävlingarna 1980 i Moskva.